# Edosa paraglossoptera
Edosa paraglossoptera är en fjärilsart som beskrevs av Rose och Pathania 2003. Edosa paraglossoptera ingår i släktet Edosa och familjen äkta malar. Inga underarter finns listade i Catalogue of Life.